# 段務勿塵
段 務勿塵（だん むもちじん、拼音：Duàn Wùwùchén、? - 310年頃）は、鮮卑段部の大人。段疾陸眷・段匹磾の父。『魏書』では段務目塵と表記される。

## 略歴
父の段乞珍が死ぬと、後を継いで大人となった。
遼西の地に拠り、西晋に臣従した。3万家余りを統帥し、控弦上馬（弓を携える騎兵）は4・5万騎にのぼった。
303年12月、幽州刺史王浚は幽州での地盤確立の為に、娘の1人を段務勿塵に嫁がせた。これ以降、王浚とは親密な関係となった。
304年8月、王浚が司馬穎討伐の兵を挙げると、段務勿塵は王浚に兵を与えて鄴城攻略を援護した。段部の兵は鄴に入ると婦女を誘拐し、さらに王浚は婦女を匿う者を捕らえて易水に沈め、実に8千人が殺された。
306年11月、懐帝が即位すると、王浚は上表して段務勿塵を遼西公に封じ、別部大飄滑と弟の渇末別部大屠瓫らをみな親晋王に封じた。
309年9月、前趙の将軍石勒が常山に襲来すると、王浚が討伐に当たった。段務勿塵らは10万を超える騎兵を従え、王浚配下の祁弘の指揮下に入った。そして石勒と飛龍山で一戦を交えると、1万以上の兵を討ち取る大勝を挙げ、石勒を黎陽まで退却させた。
310年10月、大単于の印綬が授けられ、次子の段匹磾には左賢王の印綬が授けられた。
時期は不明だが310年10月から311年11月の間に死去した（11月の時点で子の段疾陸眷が遼西公を継いでいる為）。弟の段渉復辰は段務勿塵の子の段疾陸眷に位を継承させた。